# Maia Weinstock
Maia Weinstock est une écrivaine scientifique américaine. Diplômée de l'université Brown en 1999, elle est Deputy Editor[Quoi ?] pour le Massachusetts Institute of Technology (MIT),.

## Biographie
Avant de travailler au MIT, Maia Weinstock a occupé le poste de directrice de la rédaction chez BrainPOP, et contribué à diverses publications de vulgarisation scientifique telles que Space.com, "Aviation Week and Space Technology", "Discover" ou encore Scholastic's Science World".
Weinstock est également contributrice à Wikipédia depuis plusieurs années. Elle travaille à réduire le fossé des genres sur Wikipédia (en) (gender gap), notamment par l'organisation d'un edit-a-thons sur Ada Lovelace. En 2014, Judith Newman du New York Times affirme qu'elle est « une wikipédienne clé dans la prise de conscience » du fossé des genres sur l'encyclopédie en ligne Wikipédia,.
En 2016, elle lance une initiative pour que Lego rende hommage aux femmes de la NASA: elle crée ainsi 5 figurines qui représentent Sally Ride, Mae Jemison, Nancy Grace Roman, Margaret Hamilton et Katherine Johnson. À la suite du succès de la campagne en faveur de leur production ainsi que de la pétition en ligne, la marque annonce la commercialisation de celles-ci dès le 1er novembre.